# Isma’il Ibn Dżafar as-Sadik
Isma’il Ibn Dżafar as-Sadik (arab. سماعيل بن جعفر الصادق; pełne imię: Abu Muhammad Isma’il Ibn Dżafar as-Sadik, nazywany także Mubarak – „Błogosławiony” ) (ur. ok. 720 – zm. pomiędzy 754 a 762/63) – eponimiczny szósty imam ismailitów.

## Życiorys
Był najstarszym synem Dżafara as-Sadika z jego pierwszej żony Fatimy, wnuczki Hasana. Utrzymywał bliskie relacje z radykalnymi zwolennikami swojego ojca, którzy byli niezadowoleni z jego kwietystycznej polityki. Mógł współpracować z Abu al-Chattabem (zm. 755/56), najważniejszym z ekstremistów (ghali) na pograniczu imamizmu i eponimem chattabizmu. W sumie związki pomiędzy Isma’ilem a Abu al-Chattabem pozostają niejasne. W większości wrogie ismailitom źródła imamickie wręcz utożsamiają powstający ismailizm z chattabijją. Późniejsi ismailici uważali Abu al-Chattaba za heretyka i odrzucali chattabijję .
Zgodnie z niektórymi tradycjami miał utrzymywać kontakty także z innymi radykalnymi szyitami, takimi jak Mufaddal Ibn Umar al-Dżufi. W 750 miał protestować w Medynie przeciwko egzekucji innego radykalnego zwolennika Dżafara as-Sadika, Mu'alli Ibn Chunajsza. Według innych przekazów, zaangażował się w antyabbasydzki spisek, w którym brał udział Bassam Ibn Abd Allah Sajrafi, radykalny szyita z Kufy. Była to jedna z tych znajomości, które zgodnie ze źródłami imamickimi doprowadziły Dżafara as-Sadika do wyrażenia niezadowolenia z radykalnych szyitów, którzy sprowadzają jego syna na złą drogę .
Poza tym niewiele wiadomo na temat jego życia. Źródła ismailickie zawierają mało wiarygodnych informacji na temat początku ruchu. Przekazy imamickie zdają się lepiej poinformowane niż ismailickie i sunnickie, są one jednak wrogie Isma’ilowi. Podtrzymując prawa jego przyrodniego brata Musy al-Kazima do imamatu, opisują one Isma’ila jako niegodziwca i oskarżają o dipsomanię . Niemniej większość źródeł, zarówno ismailickich, jak i innych podaje, że początkowo Dżafar as-Sadik wyznaczył go na swojego następcę za pomocą nassu. Jak pisze Farhad Daftary: „Nie należy wątpić w historyczną autentyczność tego wyznaczenia, które zapewnia podstawy roszczeniom ismailickim. Jednakże kwestia nie jest oczywista, gdyż Isma’il najwyraźniej zmarł przed swoim ojcem, ponadto kilku innych synów As-Sadika żądało sukcesji dla siebie”.
Zgodnie z tradycją ismailicką Isma’il przeżył swojego ojca i po pewnym czasie go zastąpił. Jednak zdecydowana większość źródeł podtrzymuje, że Isma’il zmarł przed ojcem, przy czym najpóźniejsza wspomniana data to rok 762/763, zaś w kilku opowieściach o jego pogrzebie wspomina się, iż panującym wówczas kalifem był Al-Mansur (754–775). W źródłach opisano także, jak podczas pogrzebu Dżafar as-Sadik kilkukrotnie próbował pokazać twarz zmarłego syna świadkom, chociaż część tych samych źródeł podkreśla, że niedługo później widziano Isma’ila w Basrze .
Po śmierci Dżafara as-Sadika jego zwolennicy podzielili się na kilka grup. Jedni nie uznali jego śmierci i zaczęli oczekiwać jego powrotu. Inni uznali za imama najstarszego syna Dżafara as-Sadika i brata Isma’ila, Abd Allaha al-Aftaha. Kiedy ten kilka miesięcy później zmarł, większość jego popleczników przeszła do obozu jego przyrodniego brata Musy al-Kazima, który już wcześniej skupił wokół siebie pewną grupę imamitów. Dwa inne ugrupowania, które wyłoniły się w tym okresie, możemy uznać za pierwszych ismailitów. Jedna z tych grup miała zaprzeczyć śmierci Isma’ila jeszcze za życia jego ojca i oczekiwała jego powrotu jako mahdiego. Według nich Dżafar as-Sadik miał ogłosić śmierć swojego najstarszego syna jako wybieg, chcąc chronić go przed prześladowaniami ze strony Abbasydów. Imamiccy herezjografowie An-Nawbachti (zm. po 912) i Al-Kummi (zm. 913/914) nazywali tę grupę „czystymi ismailitami” (isma’ilijja chalisa). Druga grupa zaakceptowała śmierć Isma’ila, jednak nadal uważała go za prawdziwego imama i podtrzymywała pogląd, że w tej sytuacji imamat przeszedł na jego syna, Muhammada. An-Nawbachti i Al-Kummi nazywają tę grupę mubarakijja, od przydomku Isma’ila Mubarak – „Błogosławiony”. Mubarakijja twierdzili, że od czasów Husajna imamat nie może być przekazywany z brata na brata i z tego powodu nie mogą być uznane roszczenia braci Isma’ila .